# Omorgus mutabilis
Omorgus mutabilis is een keversoort uit de familie beenderknagers (Trogidae). De wetenschappelijke naam van de soort is voor het eerst geldig gepubliceerd in 1954 door Haaf.